# Mellicta sikkimensis
Mellicta sikkimensis is een vlinder uit de familie Nymphalidae. De wetenschappelijke naam van de soort is voor het eerst geldig gepubliceerd in 1901 door Frederic Moore.